# Chaenothecopsis caespitosa
Chaenothecopsis caespitosa är en lavart som först beskrevs av W. Philips, och fick sitt nu gällande namn av David Leslie Hawksworth. Chaenothecopsis caespitosa ingår i släktet Chaenothecopsis och familjen Mycocaliciaceae.   Inga underarter finns listade i Catalogue of Life.